# Oubritenga
Oubritenga är en provins i Burkina Faso.   Den ligger i regionen Plateau-Central, i den centrala delen av landet, 40 km nordost om huvudstaden Ouagadougou. Antalet invånare är 224 640. Huvudort är Ziniaré.